# Sergio Pessoa (judoka canadiense)
Sergio Pessoa (São Paulo, 3 de septiembre de 1988) es un deportista canadiense que compite en judo. Ganó dos medallas de plata en el Campeonato Panamericano de Judo en los años 2012 y 2016.

## Palmarés internacional
| Campeonato Panamericano | Campeonato Panamericano | Campeonato Panamericano | Campeonato Panamericano |
| Año                     | Lugar                   | Medalla                 | Categoría               |
| ----------------------- | ----------------------- | ----------------------- | ----------------------- |
| 2012                    | Montreal (Canadá)       | Medalla de plata        | –60 kg                  |
| 2016                    | La Habana (Cuba)        | Medalla de plata        | –60 kg                  |